# Maria Anna Sophia van Saksen

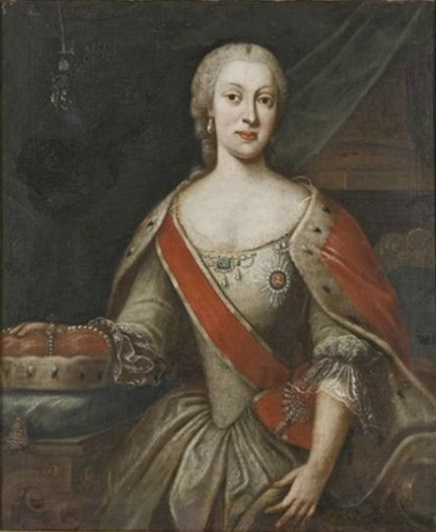
Aartshertogin Maria Anna Sophia van Saksen.

Maria Anna Sophia Sabina Angela Francisca Xaveria van Saksen (Dresden, 29 augustus 1728 - München, 17 februari 1797) was prinses van Saksen en Polen en via haar huwelijk van 1746 tot 1777 keurvorstin van Beieren. Ze behoorde tot het huis Wettin.

## Levensloop
Maria Anna Sophia was een dochter van koning August III van Polen, onder de naam Frederik August II tevens keurvorst van Saksen, uit diens huwelijk met aartshertogin Maria Josepha van Oostenrijk, dochter van keizer Jozef I van het Heilige Roomse Rijk. Ze had veertien broers en zussen, waaronder de latere keurvorst Frederik Christiaan van Saksen en Maria Josepha, de moeder van koning Lodewijk XVI van Frankrijk.
Op 9 juli 1747 huwde ze in München met keurvorst Maximiliaan III Jozef van Beieren (1727-1777). Het echtpaar kreeg geen kinderen, waardoor de hoofdlinie van het huis Wittelsbach bij het overlijden van Maximiliaan Jozef in 1777 in de mannelijke lijn uitstierf. Als weduwegoed kreeg Maria Anna Sophia het Slot van Fürstenried toegewezen. Ook was ze de stichtster van het Damesstift van München.
Na de dood van Maximiliaan Jozef werd keurvorst Karel Theodoor van de Palts de nieuwe keurvorst van Beieren. Deze had geen enkele connectie met het keurvorstendom en sloot in 1778 met Oostenrijk het Verdrag van Wenen, waarin hij Neder-Beieren en delen van de Opper-Palts aan het land afstond. Ook werd de mogelijkheid opengehouden dat Karel Theodoor heel Beieren zou afstaan aan Oostenrijk en in ruil de Oostenrijkse Nederlanden zou verwerven. Koning Frederik II van Pruisen wilde daar niet van weten en verklaarde samen met keurvorst Frederik August III van Saksen de oorlog aan Oostenrijk. Nadat Rusland dreigde deel te nemen aan de oorlog, bond Oostenrijk in en werd het Verdrag van Teschen gesloten, waarin het Verdrag van Wenen ongedaan werd gemaakt. In 1784 was Karel Theodoor opnieuw van plan om Beieren in te ruilen voor de Oostenrijkse Nederlanden. Maria Anna Sophia en Maria Anna van Palts-Sulzbach, weduwe van prins Clemens Frans van Beieren, zagen de Beierse zelfstandigheid opnieuw bedreigd worden en verbonden zich met Frederik II van Pruisen en Karel Theodoors erfgenaam Karel II August van Palts-Zweibrücken. De Pruisische koning dreigde zowel Beieren als Oostenrijk de oorlog te verklaren, mocht het plan van Karel Theodoor uitgevoerd worden. Keizer Jozef II schrok echter terug voor een nieuwe oorlog met Pruisen en liet zijn plannen in 1785 uiteindelijk varen.
Maria Anna Sophia, die zeer geliefd was in Beieren, stierf in februari 1797 en werd bijgezet in de Theatinerkirche van München. Haar hart werd dan weer bijgezet in de Genadekapel in Altötting.